# Пономарёв, Василий Иванович
Василий Иванович Пономарёв (1915 или 1916, Подольск, Московская губерния — 1941) — советский футболист, полузащитник.

## Биография
Василий Пономарёв родился в 1915 или 1916 году в городе Подольск Московской губернии (сейчас Московской области).
Играл в футбол на позиции полузащитника. Начинал выступать в Минске за КИМ и СКА.
В 1939 году выступал за ленинградский «Спартак» в группе «Б» чемпионата СССР, провёл 14 матчей, забил 6 мячей.
В 1940 году играл в группе «А» за московские «Крылья Советов». Провёл 18 матчей, забил 10 голов, став лучшим снайпером команды в турнире.
По ходу сезона-40 перебрался в минское «Динамо», провёл 3 матча в группе «Б».
В 1941 году до начала Великой Отечественной войны провёл в группе «А» чемпионата СССР 9 поединков, забил 1 мяч.
Участвовал в Великой Отечественной войне.
Пропал без вести в 1941 году.